# Sonny Rollins in Japan
Albums de Sonny Rollins
Horn Culture
(1973) The Cutting Edge
(1974)
Sonny Rollins In Japan est un album live du saxophoniste ténor Sonny Rollins paru en 1973 sur le label JVC Victor. Rollins est accompagné par le guitariste japonais Yoshiaki Masuo, le contrebassiste Bob Cranshaw, par David Lee à la batterie et James Mtume aux percussions.

## Titres
L'album contient quatre titres dont deux compositions de Rollins. L'auteur Richard Palmer écrit en parlant de son album suivant « The Cutting Edge était une magnifique exception par rapport aux révélations plutôt sombres, comme l'est Powaii sur l'album Live in Japan de JVC ». Quant aux morceaux St. Thomas et Moritat, ils ont déjà été enregistré sur l'album Saxophone Colossus (1956) et le titre Alfie sur l'album du même nom paru en 1966.
| N° | Titre      | Compositeur                | Durée |
| -- | ---------- | -------------------------- | ----- |
| 1. | Powaii     | Sonny Rollins              | 18:48 |
| 2. | St. Thomas | Sonny Rollins              | 5:26  |
| 3. | Alfie      | Burt Bacharach, Hal David  | 13:06 |
| 4. | Moritat    | Bertolt Brecht, Kurt Weill | 9:07  |

## Enregistrement
Les morceaux sont enregistrés au Nakano Sun Plaza Hall à Tokyo 30 septembre 1973. L'album est référencé : SMJ 6030.
| Musicien       | Instrument       | Titre |  | Équipe technique    |            |
| -------------- | ---------------- | ----- |  | ------------------- | ---------- |
| Sonny Rollins  | saxophone ténor  | 1 — 4 |  | Tetsuya Shimoda     | producteur |
| Yoshiaki Masuo | guitare          | 1 — 4 |  | Keijiro Kubota      | couverture |
| Bob Cranshaw   | basse électrique | 1 — 4 |  | Tamaki Beck         | ingénieur  |
| David Lee      | batterie         | 1 — 4 |  | Hiromichi Takiguchi | mastering  |
| James Mtume    | percussions      | 1 — 4 |  |                     |            |